# Stylidium ferricola
Stylidium ferricola este o specie de plante dicotiledonate din genul Stylidium, familia Stylidiaceae, ordinul Asterales, descrisă de Wege și Amp; Keighery. Conform Catalogue of Life specia Stylidium ferricola nu are subspecii cunoscute.